# Богдановка (Новосанжарский район)
Богда́новка (укр. Богданівка) — село,
Богдановский сельский совет,
Новосанжарский район,
Полтавская область,
Украина.
Код КОАТУУ — 5323480301. Население по переписи 2001 года составляло 272 человека.
Является административным центром Богдановского сельского совета, в который, кроме того, входит село
Варваровка.

## Географическое положение
Село Богдановка находится на левом берегу реки Кустолово,
выше по течению на расстоянии в 4 км расположено село Кустолово Первое,
ниже по течению примыкает село Варваровка.

## Экономика
- «Чистая Криница», элеватор, ООО.
- АФ «Дружба».

## Объекты социальной сферы
- Богдановский УВК.